# Палата сукнарів (Херенталс)
Палата сукнарів — пам'ятка архітектури у бельгійському місті Херенталс, у провінції Антверпен (Фландрія). Є класичним прикладом середньовічної палати сукнарів — громадської будівлі, де базувалася гільдія сукнарів, яка очолювала усіх сукнарів міста, організовувала і регулювала торгівлю тканинами та виробами з них, встановлювала певні стандарти якості для тканин тощо. Башта-бефруа будівлі палати сукнарів внесена разом з низкою інших бефруа Бельгії та Франції до списку об'єктів Світової спадщини ЮНЕСКО.

## Історія
Будівлю палати сукнарів звели на початку XV століття для місцевої гільдії вовнярів і сукнарів, ймовірно, за проектом брюссельського майстра де Боссхере (de Bosschere). Спочатку будівля згадувалася як gulden huys (укр. «золотий будинок, дім гульденів», тобто місце грошових операцій), meethuys (укр. «будинок вимірів», тобто місце встановлення певних стандартів) або loterhuys. В історичних документах, датованих періодом після 1430 року, будівля фігурує в історичних документах як ратуша (stadhuis), проте 1998 року міська рада Херенталса затвердила офіційну назву будівлі — «Палата сукнарів» (Lakenhal).
1512 року сталася пожежа, яка майже знищила будівлю. Незабаром почалася відбудова, завершена у 1534 році; роботи проводилися під керівництвом майстрів Петера Мунса (Peter Moens) та Мертена Касуса (Merten Casus). Разом із відновленою будівлею палати сукнарів, звели і 35-метрову башту-бефруа з червоної цегли, виробленої у сусідньому селі Увель (Oevel).
У XIX–XXI століттях будівля неодноразово реставрувалася. Так, 1880 року архітектор П. Й. Тейманс (P.J. Taeymans) переобладнав інтер'єри будівлі під виставковий простір, у 1906–1910 роках додані дахові вікна, проведено реставраційні роботи у 1996–1997 та 2010 роках.
У XXI столітті будівля палати сукнарів слугує культурним простором, тут регулярно проводяться виставки і концерти.

## Опис
Будівля палати сукнарів у Херенталсі зведена у готичному стилі, із вапняка, видобутого в околицях міста Леде. Будівля порівняно невелика, прямокутна у плані, спланована по осі північ-південь, із двосхилим шиферним дахом. Південний фасад має типовий для фламандської архітектури східчастий фронтон, оточений невеликими круглими кутовими башточками. З північного фасаду до основного об'єму прибудована восьмикутна башта-бефруа, увінчана цибулеподібною маківкою.
У бефруа розташований карильйон з 50 дзвонів, загальна вага яких становить майже 4 тони. Перший карильйон у бефруа з'явився у середині XVI століття, а сучасний встановлено 1965 року.